# معامل التقسيم
في العلوم الفيزيائية، معامل التقسيم (P) وبالانجليزية (partition coefficient)أو معامل التوزيع (D) وبالانجليزية (distribution coefficient)هو نسبة تركيزات مركب في خليط من مذيلين غير قابلين للامتزاج عند التوازن. وبالتالي فإن هذه النسبة هي مقارنة للذوبان في المذاب في هذين السائلين. يشير معامل التقسيم عمومًا إلى نسبة تركيز الأنواع غير المتأينة للمركب، بينما يشير معامل التوزيع إلى نسبة التركيز لجميع أنواع المركب (مؤين زائد غير مؤين).
في العلوم الكيميائية والصيدلانية، تكون كلا المرحلتين عادةً عبارة عن مذيبات. الأكثر شيوعًا، أن أحد المذيبات يكون محب للماء، في حين أن الثاني كاره للماء، مثل 1-أوكتانول. ومن ثم فإن معامل التقسيم يقيس مدى كون مادة كيميائية محبة للماء ("محبة للماء") أو كارهة للماء ("تخشى الماء"). معاملات التقسيم مفيدة في تقدير توزيع الأدوية داخل الجسم. يتم توزيع الأدوية الكارهة للماء ذات المعاملات العالية لتقسيم الأوكتانول إلى الماء بشكل أساسي على المناطق الكارهة للماء مثل طبقات الخلايا الدهنية الثنائية. على العكس من ذلك، توجد الأدوية المحبة للماء (معاملات تقسيم الأوكتانول / الماء المنخفضة) بشكل أساسي في المناطق المائية مثل مصل الدم.
إذا كان أحد المذيبات عبارة عن غاز والآخر سائل، فيمكن تحديد معامل فصل الغاز / السائل. على سبيل المثال، يقيس معامل فصل الدم / الغاز للتخدير العام مدى سهولة انتقال المخدر من الغاز إلى الدم. يمكن أيضًا تحديد معاملات التقسيم عندما تكون إحدى المراحل صلبة، على سبيل المثال، عندما يكون أحد الطورين معدنًا مصهورًا والثاني عبارة عن معدن صلب،  أو عندما تكون كلتا المرحلتين صلبة. ينتج عن تقسيم المادة إلى مادة صلبة حل صلب.
يمكن قياس معاملات التقسيم تجريبيًا بطرق مختلفة (عن طريق دورق الاهتزاز، HPLC ، إلخ) أو تقديرها عن طريق الحساب بناءً على مجموعة متنوعة من الطرق (تعتمد على الشظايا، وعلى أساس الذرة، إلخ.).

## التسمية
على الرغم من التوصية الرسمية على عكس ذلك، يظل مصطلح معامل التقسيم هو المصطلح السائد في الأدبيات العلمية.

في المقابل، توصي IUPAC بعدم استخدام مصطلح العنوان، بدلاً من استبداله بمصطلحات أكثر تحديدًا. على سبيل المثال، ثابت التقسيم ، كما هو محدد

| (KD)A = [A]org [A]aq, | \| \| \| \| \| \| \| \| | (1) |
|                       |                         |     |
|                       |                         |     |
حيث K D هو ثابت توازن العملية ، [A] يمثل تركيز المذاب A الذي يتم اختباره ، ويشير "org" و "aq" إلى المرحلتين العضوية والمائية على التوالي. توصي IUPAC كذلك بـ «نسبة التقسيم» للحالات التي يمكن فيها تحديد معاملات نشاط النقل ، و «نسبة التوزيع» لنسبة التركيزات التحليلية الإجمالية للمذاب بين المراحل ، بغض النظر عن الشكل الكيميائي.

## معامل التقسيم وسجلP
يُعرَّف معامل التقسيم ، المُختصر P ، على أنه نسبة معينة لتركيزات المذاب بين المذيبين (طور ثنائي من الأطوار السائلة) ، على وجه التحديد للمذابات غير المتأينة ، وبالتالي فإن لوغاريتم النسبة هو log P.  :275ffعندما يكون أحد المذيبات عبارة عن ماء والآخر مذيب غير قطبي ، فإن قيمة اللوغاريتم P هي مقياس محب للدهون أو كاره الماء . :275ff :6السابقة المحددة هي أن تكون أنواع الطور المحبة للدهون والماء دائمًا في البسط والمقام على التوالي ؛ على سبيل المثال ، في نظام ثنائي الطور من n - octanol (يشار إليه فيما بعد باسم "octanol") والماء:
{\displaystyle \log P_{\text{oct/wat}}=\log \left({\frac {{\big [}{\text{solute}}{\big ]}_{\text{octanol}}^{\text{un-ionized}}}{{\big [}{\text{solute}}{\big ]}_{\text{water}}^{\text{un-ionized}}}}\right).}
بالنسبة للتقريب الأول ، عادةً ما يهيمن على المرحلة غير القطبية في مثل هذه التجارب الشكل غير المتأين للمذاب ، وهو محايد كهربائيًا ، على الرغم من أن هذا قد لا يكون صحيحًا بالنسبة للمرحلة المائية. لقياس معامل تقسيم المواد المذابة المؤينة ، يتم تعديل الرقم الهيدروجيني للمرحلة المائية بحيث يكون الشكل السائد للمركب في المحلول هو غير المتأين ، أو يتطلب قياسه عند درجة حموضة أخرى ذات أهمية النظر في جميع الأنواع ، غير المتأينة ومتأين (انظر ما يلي).
يُشتق معامل التقسيم المقابل للمركبات المتأينة ، المختصرة log P I ، للحالات التي توجد فيها أشكال متأينة سائدة للجزيء ، بحيث يجب على المرء أن يفكر في تقسيم جميع الأشكال ، المؤينة وغير المتأينة ، بين المرحلتين (كذلك كتفاعل بين الاتزانين ، التقسيم والتأين). :57ff,69f يستخدم M للإشارة إلى عدد الأشكال المتأينة ؛ لاستمارة وI I = 1, 2, ..., M I = 1, 2, ..., M I = 1, 2, ..., M I = 1, 2, ..., M ) لوغاريتم معامل التقسيم المقابل ، {\displaystyle \log P_{\text{oct/wat}}^{I}} ، بنفس طريقة تعريف النموذج غير المتأين. على سبيل المثال ، بالنسبة لقسم الأوكتانول والماء ، فهو كذلك
{\displaystyle \log \ P_{\text{oct/wat}}^{\mathrm {I} }=\log \left({\frac {{\big [}{\text{solute}}{\big ]}_{\text{octanol}}^{I}}{{\big [}{\text{solute}}{\big ]}_{\text{water}}^{I}}}\right).}
للتمييز بين هذا ومعامل التقسيم القياسي غير المتأين ، غالبًا ما يتم تعيين الرمز غير المتأين لوغاريتم P 0 ، بحيث يكون المفهرس {\displaystyle \log P_{\text{oct/wat}}^{I}} يصبح التعبير عن المذابات المتأينة مجرد امتداد لهذا ، في نطاق القيم ''I'' > 0

## معامل التوزيع وسجلD
معامل التوزيع ، log D ، هو نسبة مجموع تركيزات جميع أشكال المركب (مؤين زائد غير مؤين) في كل مرحلة من المرحلتين ، أحدهما مائي دائمًا ؛ على هذا النحو ، فإنه يعتمد على الرقم الهيدروجيني للمرحلة المائية ، و log D = log P للمركبات غير المؤينة عند أي درجة حموضة. بالنسبة لقياسات معاملات التوزيع ، يتم تخزين الأس الهيدروجيني للمرحلة المائية إلى قيمة محددة بحيث لا يتأثر الرقم الهيدروجيني بشكل كبير من خلال إدخال المركب. يتم بعد ذلك تحديد قيمة كل لوغاريتم D على أنها لوغاريتم نسبة - لمجموع التركيزات المقاسة تجريبياً للأشكال المختلفة للمذاب في مذيب واحد ، إلى مجموع هذه التركيزات لأشكاله في المذيب الآخر ؛ يمكن التعبير عنها كـ 
{\displaystyle \log D_{\text{oct/wat}}=\log \left({\frac {{\big [}{\text{solute}}{\big ]}_{\text{octanol}}^{\text{ionized}}+{\big [}{\text{solute}}{\big ]}_{\text{octanol}}^{\text{un-ionized}}}{{\big [}{\text{solute}}{\big ]}_{\text{water}}^{\text{ionized}}+{\big [}{\text{solute}}{\big ]}_{\text{water}}^{\text{un-ionized}}}}\right).}
في الصيغة أعلاه ، تشير كل من الحروف العلوية «المتأينة» إلى مجموع تركيزات جميع الأنواع المتأينة في مراحلها الخاصة. بالإضافة إلى ذلك ، نظرًا لأن السجل D يعتمد على الرقم الهيدروجيني ، فيجب تحديد الرقم الهيدروجيني الذي تم قياس السجل D به. في مجالات مثل اكتشاف الأدوية - المناطق التي تنطوي على ظواهر التقسيم في الأنظمة البيولوجية مثل الجسم البشري - السجل D عند الرقم الهيدروجيني الفسيولوجي = 7.4 له أهمية خاصة.
غالبًا ما يكون من الملائم التعبير عن السجل D من حيث P I ، المحدد أعلاه (والذي يتضمن P 0 كحالة I = 0 ) ، وبالتالي يغطي كلاً من الأنواع غير المتأينة والمتأينة. على سبيل المثال ، في الأوكتانول - الماء:
{\displaystyle \log D_{\text{oct/wat}}=\log \left(\sum _{I=0}^{M}f^{I}P_{\text{oct/wat}}^{I}\right),}
الذي يجمع معاملات التقسيم الفردية (وليس اللوغاريتمات الخاصة بهم) ، وأي ان {\displaystyle f^{I}} يشير إلى الجزء مولي المعتمد على الرقم الهيدروجيني ل I  (للمذاب) في الطور المائي ، وتم تحديد المتغيرات الأخرى كما هو الحال سابقًا.

## مثال على بيانات معامل التقسيم
قيم نظام الأوكتانول المائي في الجدول التالي مأخوذة من بنك بيانات دورتموند .
| المكون                          | log POW | T (°C)  |
| ------------------------------- | ------- | ------- |
| Acetamide                       | −1.16   | 25      |
| Methanol                        | −0.81   | 19      |
| Formic acid                     | −0.41   | 25      |
| Diethyl ether                   | 0.83    | 20      |
| p-Dichlorobenzene               | 3.37    | 25      |
| Hexamethylbenzene               | 4.61    | 25      |
| 2,2',4,4',5-Pentachlorobiphenyl | 6.41    | Ambient |

## التطبيقات

### علم العقاقير
يؤثر معامل توزيع الدواء بشدة على مدى سهولة وصول الدواء إلى هدفه المقصود في الجسم ، ومدى قوة تأثيره بمجرد وصوله إلى هدفه ، ومدة بقائه في الجسم بشكل نشط. ومن ثم ، فإن السجل P للجزيء هو أحد المعايير المستخدمة في اتخاذ القرار من قبل الكيميائيين الطبيين في اكتشاف الأدوية قبل السريرية ، على سبيل المثال ، في تقييم ميل الأدوية المرشحة. وبالمثل ، يتم استخدامه لحساب الكفاءة المحبة للدهون في تقييم جودة مركبات البحث ، حيث يتم تعريف كفاءة المركب على أنه فعاليته ، من خلال القيم المقاسة لـ pIC 50 أو pEC 50 ، مطروحًا منه قيمة log P. 

#### الدوائية
في سياق الحرائك الدوائية (كيف يمتص الجسم ، ويستقلب ، ويخرج الدواء) ، فإن معامل التوزيع له تأثير قوي على خصائص ADME للدواء. ومن ثم فإن كره الماء للمركب (كما يقاس بمعامل التوزيع) هو محدد رئيسي لمدى تشابهه مع الدواء . وبشكل أكثر تحديدًا ، لكي يتم امتصاص الدواء عن طريق الفم ، يجب عادةً أن يمر أولاً عبر طبقات ثنائية الدهون في ظهارة الأمعاء (وهي عملية تُعرف باسم النقل عبر الخلايا ). من أجل النقل الفعال ، يجب أن يكون الدواء كارهًا للماء بدرجة كافية ليتم تقسيمه إلى طبقة ثنائية للدهون ، ولكن ليس مسعورًا لدرجة أنه بمجرد دخوله في الطبقة الثنائية ، لن ينقسم مرة أخرى. وبالمثل ، يلعب كره الماء دورًا رئيسيًا في تحديد مكان توزيع الأدوية داخل الجسم بعد الامتصاص ، ونتيجة لذلك ، في مدى سرعة استقلابها وإفرازها.

#### الديناميكا الدوائية
في سياق الديناميكيات الدوائية (كيف يؤثر الدواء على الجسم) ، فإن التأثير الكارثي للماء هو القوة الدافعة الرئيسية لربط الأدوية بأهداف مستقبلاتها.  من ناحية أخرى ، تميل الأدوية الكارهة للماء إلى أن تكون أكثر سمية لأنها ، بشكل عام ، يتم الاحتفاظ بها لفترة أطول ، ولها توزيع أوسع داخل الجسم (على سبيل المثال ، داخل الخلايا ) ، إلى حد ما أقل انتقائية في ارتباطها بالبروتينات ، وفي النهاية غالبًا ما تكون على نطاق واسع استقلابه. في بعض الحالات ، قد تكون المستقلبات تفاعلية كيميائيًا. ومن ثم فمن المستحسن جعل الدواء محبب للماء قدر الإمكان بينما لا يزال يحتفظ بألفة ارتباط كافية لهدف البروتين العلاجي. بالنسبة للحالات التي يصل فيها الدواء إلى مواقعه المستهدفة من خلال آليات سلبية (أي الانتشار عبر الأغشية) ، يكون معامل التوزيع المثالي للدواء عادةً متوسط القيمة (ليس محبًا للدهون ولا محبًا للماء) ؛ في الحالات التي تصل فيها الجزيئات إلى أهدافها بخلاف ذلك ، لا ينطبق هذا التعميم

### علوم بيئية
يمكن أن تعطي مقاومة الماء للمركب العلماء مؤشرًا على مدى سهولة امتصاص المركب في المياه الجوفية لتلويث الممرات المائية ، وسميته على الحيوانات والحياة المائية. يمكن أيضًا استخدام معامل التقسيم للتنبؤ بحركة النويدات المشعة في المياه الجوفية. في مجال الهيدروجيولوجيا ، يتم استخدام معامل تفريق الأوكتانول - الماء K ow للتنبؤ بنمذجة هجرة المركبات العضوية الذائبة الكارهة للماء في التربة والمياه الجوفية.

### بحوث الكيماويات الزراعية
تأخذ العديد من الصناعات الأخرى بعين الاعتبار معاملات التوزيع على سبيل المثال في صياغة مستحضرات التجميل والمراهم الموضعية والأصباغ وألوان الشعر والعديد من المنتجات الاستهلاكية الأخرى.

## القياس
تم تطوير عدد من طرق قياس معاملات التوزيع ، بما في ذلك دورق الاهتزاز ، وطريقة قمع الفصل ، وتقنيات HPLC ذات المرحلة العكسية ، وتقنيات قياس الأس الهيدروجيني.

### طريقة قمع الفصل
في هذه الطريقة ، يمكن فصل الجسيمات الصلبة الموجودة في السائلين غير القابلين للامتزاج بسهولة عن طريق تعليق تلك الجسيمات الصلبة مباشرة في هذه السوائل غير القابلة للامتزاج أو بعض السوائل القابلة للامتزاج.

### Shake flask-type
الطريقة الكلاسيكية والأكثر موثوقية لتحديد لوغاريتم الفوسفور هي طريقة اهتزاز القارورة ، والتي تتكون من إذابة بعض المذاب المعني في حجم الأوكتانول والماء ، ثم قياس تركيز المذاب في كل مذيب. الطريقة الأكثر شيوعًا لقياس توزيع المذاب هي التحليل الطيفي للأشعة المرئية / فوق البنفسجية .

### استخدام  HPLC
تستخدم طريقة أسرع لتحديد السجل P كروماتوغرافيا سائلة عالية الأداء . يمكن تحديد السجل P لمذاب من خلال ربط وقت استبقاءه بمركبات مماثلة بقيم لوغاريتم P معروفة. 
من مزايا هذه الطريقة أنها سريعة (5-20 دقيقة لكل عينة). ومع ذلك ، نظرًا لأن قيمة السجل P يتم تحديدها عن طريق الانحدار الخطي ، يجب أن يكون لدى العديد من المركبات ذات الهياكل المتشابهة قيم لوغاريتم P معروفة ، والاستقراء من فئة كيميائية إلى أخرى - تطبيق معادلة الانحدار المشتقة من فئة كيميائية واحدة إلى فئة أخرى - قد لا يمكن الاعتماد عليها ، لأن كل فئة كيميائية سيكون لها معاملات الانحدار المميزة الخاصة بها

### مقياس الأس الهيدروجيني
تحدد مجموعة تقنيات قياس الأس الهيدروجيني قياس درجة الحموضة للدهون بشكل مباشر من معايرة قاعدة حمضية واحدة في نظام مذيب عضوي-مائي ثنائي الطور. ومن ثم ، يمكن استخدام تجربة واحدة لقياس لوغاريتمات معامل التقسيم (log P ) مع إعطاء توزيع الجزيئات المحايدة في المقام الأول المسؤولة ، وكذلك معامل التوزيع (log D ) لجميع أشكال الجزيء على a نطاق الأس الهيدروجيني ، على سبيل المثال ، بين 2 و 12. طريقة لا، ومع ذلك، تتطلب تحديد منفصل من PK قيمة (ق) من هذه المادة.

### الكهروكيميائية
تم استخدام الواجهات السائلة المستقطبة لفحص الديناميكا الحرارية والحركية لانتقال الأنواع المشحونة من مرحلة إلى أخرى. توجد طريقتان رئيسيتان. الأول هو ITIES ، "واجهات بين محلولين إلكتروليت غير قابل للامتزاج".  والثاني هو تجارب القطيرات. هنا تم استخدام تفاعل على واجهة ثلاثية بين مادة صلبة موصلة ، قطيرات من مرحلة سائلة نشطة الأكسدة والاختزال ومحلول إلكتروليت لتحديد الطاقة المطلوبة لنقل الأنواع المشحونة عبر الواجهة.

### التنبؤ
هناك العديد من المواقف التي يكون فيها التنبؤ بمعاملات التقسيم قبل القياس التجريبي مفيدًا. على سبيل المثال ، عشرات الآلاف من المواد الكيميائية المصنعة صناعيًا شائعة الاستخدام ، لكن جزءًا صغيرًا منها فقط خضع لتقييم سمي صارم. ومن ثم هناك حاجة لتحديد أولويات الباقي للاختبار. يمكن استخدام معادلات QSAR ، والتي تعتمد بدورها على معاملات التقسيم المحسوبة ، لتوفير تقديرات السمية. تُستخدم معاملات التقسيم المحسوبة أيضًا على نطاق واسع في اكتشاف الأدوية لتحسين مكتبات الفرز  وللتنبؤ بمدى تشابه الأدوية المرشحة المصممة قبل تصنيعها. كما نوقش بمزيد من التفصيل أدناه ، يمكن إجراء تقديرات معاملات التقسيم باستخدام مجموعة متنوعة من الطرق ، بما في ذلك القائمة على الشظايا ، والقائمة على الذرة ، والقائمة على المعرفة التي تعتمد فقط على معرفة بنية المادة الكيميائية. تعتمد طرق التنبؤ الأخرى على قياسات تجريبية أخرى مثل القابلية للذوبان. تختلف الطرق أيضًا في الدقة وما إذا كان يمكن تطبيقها على جميع الجزيئات ، أو فقط تلك المشابهة للجزيئات التي تمت دراستها بالفعل.

### على أساس الذرة
تم تسمية المناهج القياسية من هذا النوع ، باستخدام المساهمات الذرية ، من قبل أولئك الذين قاموا بصياغتها بحرف بادئة: AlogP ،  XlogP ،  MlogP ،  إلخ. تتمثل الطريقة التقليدية للتنبؤ بالسجل P من خلال هذا النوع من الطريقة في تحديد معلمات مساهمات معامل التوزيع لذرات مختلفة في معامل التقسيم الجزيئي الكلي ، والذي ينتج نموذجًا حدوديًا . يمكن تقدير هذا النموذج البارامترى باستخدام تقدير المربعات الصغرى المقيد ، باستخدام مجموعة تدريب من المركبات ذات معاملات التقسيم المقاسة تجريبياً. من أجل الحصول على ارتباطات معقولة ، يتم تقسيم العناصر الأكثر شيوعًا الموجودة في الأدوية (الهيدروجين والكربون والأكسجين والكبريت والنيتروجين والهالوجينات) إلى عدة أنواع مختلفة من الذرات اعتمادًا على بيئة الذرة داخل الجزيء. في حين أن هذه الطريقة هي الأقل دقة بشكل عام ، إلا أن الميزة هي أنها الأكثر عمومية ، كونها قادرة على تقديم تقدير تقريبي على الأقل لمجموعة متنوعة من الجزيئات.

## روابط خارجية
- vcclab.org . نظرة عامة على العديد من حاسبات تسجيل الدخول وغيرها من حاسبات الممتلكات المادية المتاحة تجاريًا وعبر الإنترنت.